# Когерентність
Когере́нтність —  властивість хвилі зберігати свої частотні, поляризаційні й фазові характеристики.
Когерентність  — це корельоване протікання в часі й у просторі декількох випадкових коливальних або хвильових процесів, яке дозволяє одержувати при їхньому додаванні чітку інтерференційну картину. Умовою когерентності хвиль є незмінюваність у часі різниці між фазами коливань у них, що можливо лише тоді, коли хвилі мають однакову довжину (частоту).
Завдяки когерентності хвиль виникають інтерференційні явища.
Поняття плоскої монохроматичної хвилі, яке часто використовується в фізиці, є абстракцією. Реальні хвилі, які випромінюються реальними джерелами, насправді є скінченними хвильовими пакетами. Кожне джерело випромінює свої особливі хвилі, які розрізняються настільки ж, наскільки різняться відбитки пальців людей. Однак, для спостереження інтерференції необхідно, щоб хвиля зберігала самоподібність. Така самоподібність хвилі описується терміном когерентність.
Наприклад, для отримання двох когерентних між собою променів у оптиці використовують розділення початкового променя світла. Один із способів зробити це — поставити на шляху променя плоскопаралельну пластинку. Частина світла буде відбиватися від пластинки, а частина проходити далі. Використовуючи лінзи та дзеркала, можна спрямувати розділені промені так, щоб вони знову перетиналися, подолавши різний шлях. Тоді, внаслідок різниці ходу променів, виникає інтерференційна картина.
Термін когерентність використовується також для хвильових функцій у квантовій механіці.
Коли хвиля проходить через середовище, її когерентність поступово втрачається завдяки процесам розсіювання. Відстань, на якій когерентність зберігається, називають довжиною когерентності.

## Когерентність світла
Здатність світла утворювати нерухому інтерференційну картину. Когерентність світла пояснюють постійним у часі співвідношенням між фазами світлових хвиль, що створює можливість отримання інтерференції. Когерентні промені одержують від того самого джерела. Розрізняють повну і часткову когерентність світла. Повна когерентність настає тоді, коли контраст інтерференційної картини ідеальний, тобто мінімальна інтенсивність світла в області тіні дорівнює нулю; часткова — якщо контраст не ідеальний. Якщо контраст відсутній, то світло цілком некогерентне.

## Дотичний термін
Когерентний — взаємозв'язаний; когерентні промені — пучки світла, що надходять до місця інтерференції від одного джерела, але різними шляхами так, що різниця між їхніми оптичними шляхами (різниця ходу променів) залишається незмінною в часі; когерентні хвилі — хвилі, здатні до інтерференції, тобто такі, що в них не змінюється в часі різниця фаз.